# Parc des Sports d’Annecy
Der Parc des Sports d’Annecy (deutsch Sportpark von Annecy) ist das Fußball- und Leichtathletikstadion der französischen Stadt Annecy in der Region Auvergne-Rhône-Alpes. Es ist der Heimspielort des Fußballvereins FC Annecy und die vorübergehende Spielstätte des FC Évian Thonon Gaillard und bietet den Besuchern 15.600 Plätze. 
Optisch dominieren die beiden überdachten Längstribünen das Stadion. Sie sind mit wellenförmigen Dächern gedeckt und mit Sitzplätzen ausgestattet. In den Stadionkurven im Norden und Süden liegen die Stehplätze. Das Spielfeld wird von einer Leichtathletikanlage umschlossen. Das Stadion trägt auch den Spitznamen La Cuvette (dt. Die Schüssel).
Im Jahr 2010 wurde die Anlage für die Ligue 2 einer Renovierung unterzogen. Seit dem Aufstieg des FC Évian Thonon Gaillard ist der Verein im Stadion von Annecy beheimatet; nachdem das Stade Joseph-Moynat den Anforderungen der zweiten französischen Fußball-Liga nicht genügt. Nachdem der FC Évian TG den weiteren Aufstieg in die Ligue 1 schaffte; wird das Stadion den Anforderungen der ersten französischen Liga angepasst. Die Zuschauerkapazität wird von rund 12.000 auf ca. 15.600 Plätze gesteigert. Es werden Kunststoffsitze mit Rückenlehne montiert. Hinter dem Tor im Süden wird eine überdachte Stahlrohrtribüne entstehen. Die Eingänge werden umgestaltet. Das Spielfeld erhält einen neuen Rasen sowie ein Drainage-System; zusätzlich sind rund 150 Meter elektronische LED-Werbebanden vorhanden. Die Umkleidekabinen erhalten eine Modernisierung. Die Tribünen werden in Blöcke unterteilt und die Größe des VIP-Raums für die Besucher von 800 auf 1.600 m2 verdoppelt. Für Fernseh-Übertragungen werden u. a. Kameraplätze gebaut und Stellplätze für die Übertragungswagen geschaffen. Die Arbeiten sollen bis zum Saisonstart 2011/12 Mitte August abgeschlossen sein.
Die Pläne für einen zwischenzeitlichen Umzug nach Lancy in das Stade de Genève im nahegelegenen Schweizer Kanton Genf untersagte die UEFA. Derzeit werden die zwei Standorte Seynod und Ville-la-Grand für das neue Stadion geprüft. Es wird der Bau eines Stadions mit 15.000 bis 20.000 Plätzen mit Kosten von 30 Millionen Euro bis zum Jahr 2014 angestrebt.
In den Jahren 1987, 1993 und 1994 war der Parc des Sports Austragungsort der Französischen Leichtathletikmeisterschaften. Die Leichtathletik-Juniorenweltmeisterschaften fanden vom 28. Juli bis zum 2. August 1998 im Stadion von Annecy statt. Die seit 2005 jährlich stattfindende Leichtathletik-Veranstaltung DecaNation machte am 11. September 2010 Station in Annecy.